# Patrice Bart-Williams
Pour les articles homonymes, voir Patrice.
 (mars 2014).
Si vous disposez d'ouvrages ou d'articles de référence ou si vous connaissez des sites web de qualité traitant du thème abordé ici, merci de compléter l'article en donnant les références utiles à sa vérifiabilité et en les liant à la section « Notes et références ».
Patrice, de son nom complet Patrice Bart-Williams, est un auteur-compositeur-interprète et producteur de musique germano-sierraléonais né le 9 juillet 1979 à Cologne. Fortement influencé par Bob Marley, Bob Dylan et Fela Kuti à ses débuts, il crée aujourd'hui le genre "Sweggae" pour décrire sa musique.
Patrice vit entre Cologne, Paris et New York. Il parle l'anglais et le français en plus de sa langue maternelle, l’allemand.

## Biographie

### Jeunesse et premières influences
Patrice, de son vrai nom Patrice Bart-Williams, est né le 9 juillet 1979 près de Cologne d'une mère allemande et d'un père écrivain activiste (Gaston Bart Williams) originaire de Sierra Leone. Le jour de sa naissance est également le jour du décès de son grand-père, ce qui lui vaudra le surnom de « Babatunde », qui signifie « le retour du vieux ».
Son prénom est inspiré de Patrice Lumumba.
Son père, Gaston Bart-Wiliams, fut le premier réalisateur de Sierra Leone. Il encouragea son fils à rencontrer de nombreux artistes de passage en Allemagne, et Patrice développa un intérêt précoce en divers genres musicaux. Gaston décède d'un naufrage au large de la Sierra Leone. Patrice n'a alors que onze ans.

### Les débuts dans la musique
Il commence l'apprentissage de la guitare et écrit ses premières chansons dès l'adolescence, à la suite de la perte de son père. Influencé par le Reggae-Dancehall et plongé dans la culture skate et punk il commence à mélanger les genres. Il fait partie de plusieurs formations jusqu'à l'âge de 18 ans. Sous le nom de Babatunde, Patrice intervient au sein du Bantu Crew, collectif d'artistes africains rap et reggae, aux côtés du chanteur de reggae Don Abi, Ade (ex Weep Not Child) et du chanteur Amaechina.
À la suite de cette collaboration, il est remarqué par le producteur de musique Matthias Arfmann avec qui il va enregistrer son premier maxi, Lions (1999).
Véritable tremplin de sa carrière, il est invité cette même année à faire la première partie des concerts de la chanteuse Lauryn Hill en Allemagne, sur la tournée « Miseducation ».

### Carrière musicale
« Lions » attira l'attention des majors labels, intéressés dans le son reggae, soul, folk du maxi. En 2000, Sony sort le premier LP de Patrice, Ancient Spirits.
Deux ans plus tard, apparait How Do You Call it, dont le single Sunshine souligne les traits plus Soul et Hip-Hop de ce deuxième opus.
Très vite, Patrice se bat pour son indépendance et contribue à la production de ses albums. Il tient à livrer une musique vierge de tout compromis vis-à-vis des labels. « Chaque album est une bataille enrichissante avec mon pire ennemi; moi-même. Parce que je tiens à rester vrai, je dois constamment changer. Abandonner mes habitudes, ma routine.. Dépasser ma zone de confort et faire de la place à la nouveauté, à l'authenticité. Ça surprend souvent, ça déçoit aussi mais ça ne laisse jamais indifférent. »
Il fait partie, avec Faudel, Mich Gerber, Natacha Atlas, Sonalp ou encore le Septeto Nacional (en) d'Ignacio Piñeiro, des têtes d'affiche du World Music Festiv'Alpe organisé en 2004 au Château-d'Œx dans le Canton de Vaud.
En 2005, il crée son propre label Supow Music. Nile, le troisième album de Patrice, enregistré à Cologne dans ses Supow Studios sort la même année.
S'ensuit une tournée européenne à guichets fermés. En 2006, sort Raw and Uncut, album live enregistré au Zénith de Paris le 17 décembre de la même année (il est accompagné pour ce concert par le Shashamani Band). Ce live sort également en DVD, comprenant une partie concert ainsi qu'un documentaire sur Patrice, sa tournée et son groupe.
Patrice sort son quatrième album studio en juin 2008, du nom de Free-Patri-Ation. Il enchaîne ensuite avec une tournée internationale de septembre 2008 à août 2009.

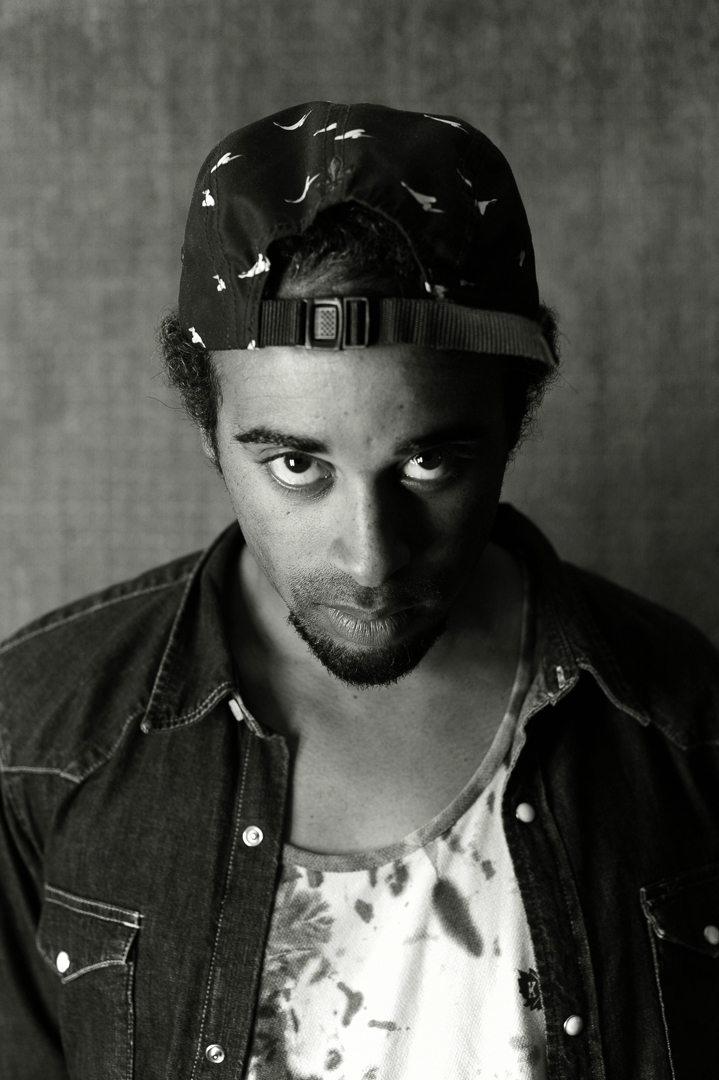
Patrice Bart-Williams. Festival 7ème Vague. 2014.

En décembre 2008, il remporte l'award du Best Live Act aux 1LIVE Krone 2008 de la radio allemande 1 Live.
En studio dès la fin de sa tournée 2008/2009, il annonce dans une interview que son prochain album devrait sortir au printemps 2010.
L'album se nommera One et sort finalement le 13 septembre. Le premier morceau révélé s'intitule Nothing Better, interprété dans l'émission One Shot Not sur la chaine Arte.
Le One Tour 2010 débute en France et en Allemagne en octobre 2010, avec le groupe Patrice & The Supowers.
Patrice accompagne les dates classiques de blitzgigs, concerts acoustiques improvisés dans des bars, dans chaque ville de la tournée. Il les annonce au dernier moment par l'intermédiaire des réseaux sociaux. Depuis, Patrice et la Supow Team utilisent régulièrement des techniques de Communication-directe via différents outils pour maintenir un lien et informer ses fans de ses performances spontanées. Dans un entretien, L'Humanité comprend que pour Patrice, chanter en étant au plus près de son public, c’est une manière de partager et d’échanger encore plus. Une relation basée sur la recherche de l’authenticité à laquelle il tient beaucoup.
Son nouvel album The Rising Of The Son est sorti le 2 septembre 2013. Il présente ce projet comme un retour aux sources et définit son genre - jusqu'ici non classé - de « Sweggae Music »[réf. souhaitée].
« Ma culture est métissée, dit-il. Avant, les frontières musicales étaient bien définies. Aujourd’hui, tous les styles se mélangent." Sa musique est un mélange de tout ce qu'il aime et ce qu'il est.
Pour la sortie de son album, il joue sur le jeu de mots « Rising of the Sun » (« lever de soleil ») et se produit gratuitement en concert acoustique au lever du soleil en France, en Allemagne et en Belgique. Il portera ce concept jusqu'à Londres et New York.
En 2014, il coopére avec l'artiste Guts sur la réalisation de la chanson Want It Back.[réf. nécessaire]
À la fin de l'été 2015, il dévoile sur scène un nouveau titre « Burning Bridges » avant de disparaitre pendant quelques mois. Une période qu'il consacre pleinement à l'écriture d'un nouvel album. Fin juin 2016, il signe officiellement son retour avec un premier single, "Burning Bridges", produit par l'excellent duo Picard Brothers et Diplo (Major Lazer, Madonna, Beyoncé), un nouveau single qui s’inscrit dans les thématiques favorites de Patrice et sent bon l’été. Son clip - tourné en Jamaïque et réalisé par Patrice - donne le ton de son nouvel album "Life's Blood" dont la sortie est prévue le 30 septembre 2016.

## Vie privée
Patrice a été en couple avec la chanteuse  Ayọ, avec qui il a eu deux enfants.